# Lathi (India)
Lathi è una suddivisione dell'India, classificata come municipality, di 20.964 abitanti, situata nel distretto di Amreli, nello stato federato del Gujarat. In base al numero di abitanti la città rientra nella classe III (da 20.000 a 49.999 persone).

## Geografia fisica
La città è situata a 21° 43' 0 N e 71° 22' 60 E e ha un'altitudine di 140 m s.l.m..

## Società

### Evoluzione demografica
Al censimento del 2001 la popolazione di Lathi assommava a 20.964 persone, delle quali 10.783 maschi e 10.181 femmine. I bambini di età inferiore o uguale ai sei anni assommavano a 3.160, dei quali 1.663 maschi e 1.497 femmine. Infine, coloro che erano in grado di saper almeno leggere e scrivere erano 13.243, dei quali 7.617 maschi e 5.626 femmine.